# Великово (Добричская область)
Великово (болг. Великово) — село в Болгарии. Находится в Добричской области, входит в общину Генерал-Тошево. Население составляет 54 человека.

## Политическая ситуация
Кмет (мэр) общины Генерал-Тошево — Димитр Михайлов Петров (Коалиция в составе 2 партий: Политическое движение социал-демократов (ПДСД), Болгарская социалистическая партия (БСП)) по результатам выборов.